# كندلج
كندلج هي قرية في مقاطعة مرند، إيران. عدد سكان هذه القرية هو 2,025 في سنة 2006.